# ブキ・ゴンバック駅
ブキ・ゴンバック駅（ブキ・ゴンバックえき、英語 : Bukit Gombak MRT Station）は、シンガポールにある、MRT南北線の高架駅。

## 駅構造
島式1面2線のホームを持つ駅。
| A | ■南北線 | ジュロン・イースト方面 |
| B | ■南北線 | マリーナ・ベイ方面     |

## 歴史
- 1990年3月10日 MRT東西線の支線として開業。
- 1996年2月10日 チョア・チュー・カン駅以北が完成し、MRT南北線の駅として営業を開始。
- 2010年8月16日 ホームドアが運用開始